# Guggenberger See
Der Guggenberger See liegt ca. 1 km östlich der Stadt Neutraubling im Landkreis Regensburg. 2004 wurde der See in die Liste der EU-Badegewässer aufgenommen und erhielt von 2004 bis einschließlich 2007 die Bestnote in Hinblick auf die Wasserqualität. Die Wasserfläche beträgt 53,9 ha, bei einem Umfang von drei Kilometern. Der ehemalige Baggersee wurde ursprünglich zur Kiesgewinnung künstlich angelegt und wird heute als Naherholungsgebiet genutzt. In den Sommermonaten werden an den Wochenenden bis zu 10.000 Besucher verzeichnet.

## Allgemeines
Der See verfügt über drei Zufahrten. Für Besucher stehen 1800 Parkplätze zur Verfügung. Fahrradfahrer und Fußgänger können den Guggenberger See zusätzlich aus nordwestlicher Richtung erreichen, indem sie eine Brücke benutzen. Ein unbefestigter und nachts unbeleuchteter Weg führt dann in Richtung des Sees.
Am Westufer befindet sich eine Bar und am Ostufer befindet sich in unmittelbarer Nähe zur Wachstation der DLRG ein Kiosk.

## Attraktionen
Circa 30 Meter vom Westufer entfernt befinden sich zwei Plattformen im Wasser, die über Strickleitern erreicht werden können. Etwas abgelegen vom eigentlichen See befindet sich am Nordufer ein Skatepark, bestehend aus einer betonierten Box. Am Westufer in Höhe einer Bar  befinden sich ein Beachvolleyplatz sowie ein für die Allgemeinheit freigegebener Steg in den See. Am See gibt es zwei Volleyballplätze und mehrere Grillplätze.

## Aktivitäten
Der Guggenberger See ist kein reiner Badesee. Das Schwimmen ist nur in den ausgewiesenen Badezonen erlaubt, die sich an allen vier Seiten des Sees befinden. Stationäre sanitäre Anlagen sind an den Badestellen vorhanden.
Die Abgrenzungen der Badezonen stellen gleichzeitig die äußere Begrenzung der Segel- und Windsurfzone dar. Eine Einfahrt in diese Zone ist nur von den Grundstücken der ortsansässigen Segelvereine möglich. Der Taucheinstieg und -ausstieg ist am Guggenberger See nur in der ausgewiesenen Tauchzone am südöstlichen Ufer erlaubt. 
In den Jahren 2010 bis einschließlich 2014 fand am Guggenberger See der Schwimmwettbewerb des Ironman Regensburg statt.
Im Jahr 2016 fand die Schwimmstrecke des Triathlon "Challenge Regensburg" am Guggenberger See statt.
Beaufsichtigt wird der See durch die Wasserwacht Neutraubling mit einer Wachstation am Südufer sowie die DLRG Regensburg mit einer Wachstation am Ostufer.

## Sonstiges
Im Juli 2006 berichtete die Mittelbayerische Zeitung über eine Plage von amerikanischen Krebsen am Guggenberger See, nachdem die flachen Uferbereiche von tausenden Krebsen übersät waren.